# Gustavo Rojo
Gustavo Rojo (Montevideo, 1923. szeptember 5. – Mexikóváros, Mexikó, 2017. április 22.) uruguayi színész.

## Filmjei

### Mozifilmek
- Tarzan és a sellők (Tarzan and the Mermaids) (1948)
- A kicsapongó apa (El gran calavera) (1949)
- Nagy Sándor, a hódító (Alexander the Great) (1956)
- Tigris akció (Action of the Tiger) (1957, Gustavo Rocco néven)
- Egy csókkal kezdődött (It Started with a Kiss) (1959)
- Az aztékok kincse (Der Schatz der Azteken) (1965)
- Dzsingisz Kán (Genghis Khan) (1965)
- A Napisten piramisa (Die Pyramide des Sonnengottes) (1965)
- Az ezüst oroszlán birodalma (Im Reiche des silbernen Löwen) (1965)
- Madigan végrendelete (Un dollaro per 7 vigliacchi) (1968)
- A tiltott völgy (The Valley of Gwangi) (1969)

### Tv-sorozatok
- María Mercedes (1992)
- Esmeralda (1997)
- Soñadoras – Szerelmes álmodozók (1998)
- Acapulco szépe (Alma rebelde) (1999)
- A betolakodó (La intrusa) (2001)
- Szerelmpárlat (Destilando amor) (2007)
- Pokolba a szépfiúkkal! (Al diablo con los guapos) (2007)
- Mindörökké szerelem (Mañana es para siempre) (2009)
- Vad szív (Corazón salvaje) (2009)
- Marichuy – A szerelem diadala (Triunfo del amor) (2010)
- Bűnös vágyak (Abismo de pasión) (2012)
- A sors útjai (Un camino hacía el destino) (2016)